# Terminalia pedicellata
Terminalia pedicellata är en tvåhjärtbladig växtart som beskrevs av W. Nanakorn. Terminalia pedicellata ingår i släktet Terminalia och familjen Combretaceae. Inga underarter finns listade i Catalogue of Life.